# Echium rosulatum subsp. rosulatum
Echium rosulatum subsp. rosulatum é uma subespécie de planta com flor pertencente à família Boraginaceae. 
A autoridade científica da subespécie é Lange.

## Portugal
Trata-se de uma subespécie presente no território português, nomeadamente em Portugal Continental.
Em termos de naturalidade é endémica da Península Ibérica.

## Protecção
Não se encontra protegida por legislação portuguesa ou da Comunidade Europeia.